# Tramontana (automobile)
La Tramontana è un'automobile sportiva spagnola, da uno o due posti, con un design ispirato alle auto da corsa della Formula 1. Essa è prodotta dalla Advanced Design Tramontana di Palau de Santa Eulàlia, località vicino a Girona in Catalogna.

## Versioni

### Tramontana Concept
La prima versione della Tramontana venne presentata al pubblico presso il salone automobilistico di Ginevra del 2005. La configurazione generale della vettura riprende alcune caratteristiche dei caccia da combattimento, come la posizione in tandem dei sedili del pilota e del passeggero. L'auto è stata dotata di propulsore V12 da 500 cv e di un telaio realizzato in alluminio aeronautico e carbonio. Quest'ultimo è composto da una sezione centrale rigida e da otto aree esterne per l'assorbimento degli impatti. I loghi della vettura sono stati costruiti impiegando materiali pregiati come legno, acciaio e oro.

### Tramontana
Nel 2007 venne messa in commercio la versione definitiva della Tramontana equipaggiata con propulsori che sprigionavano potenze tra i 500 e i 720 cv. Vennero ripresi tutti i dettagli presentati con la precedente concept del 2005.

### Tramontana R
Nel 2009 è stata prodotta la versione più estrema della Tramontana, la R. Rispetto alle versioni precedenti è stata alleggerita di 92 kg ed ha un passo più corto di 50 mm. Tutto ciò ha permesso un miglioramento esponenziale della velocità in curva della vettura.